# Mysingen
Mysingen est une voie navigable situé dans l'archipel de Stockholm en  Suède,..

## Présentation
Mysingen borde Nynäshamn, Yxlö et Muskö à l'ouest, Gålö au nord et Ornö, Utö, Rånö et Nåttarö à l'est. 
Au nord, Mysingen se jette dans Fåglaröfjärden et au sud, il se termine au phare Danziger gatt, où se trouve également l'île de Mällsten. 
Mysingen est pratiquement exempte d'îles à l'exception de Mysingeholm.
Le Landsortleden, qui traverse Mysingen, est la voie navigable la plus importante menant à Stockholm par le sud.
Mysingen a été évoqué par Evert Taube dans son oeuvre Vals på Mysingen.

## Mysingen vu de Gålö

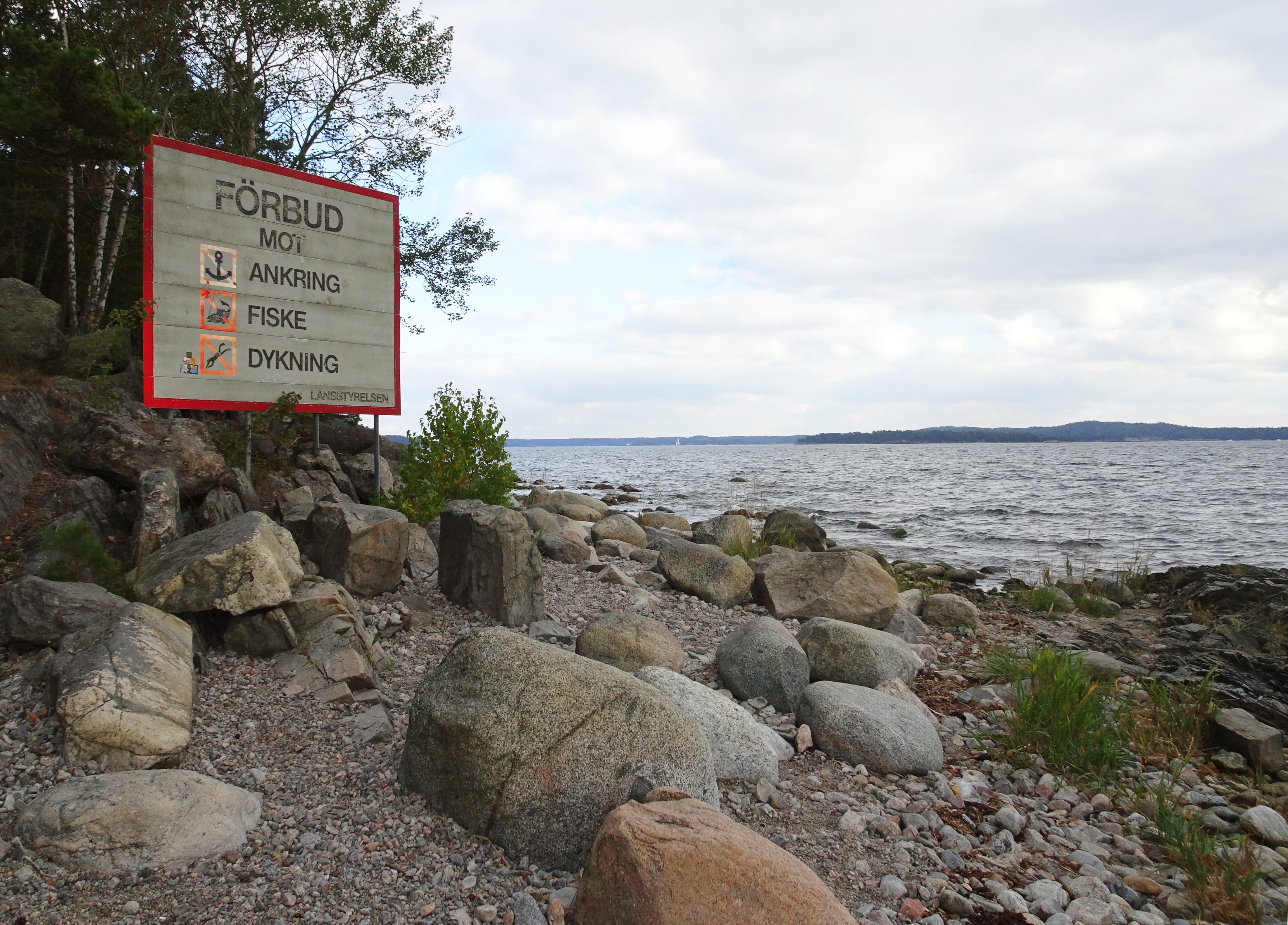
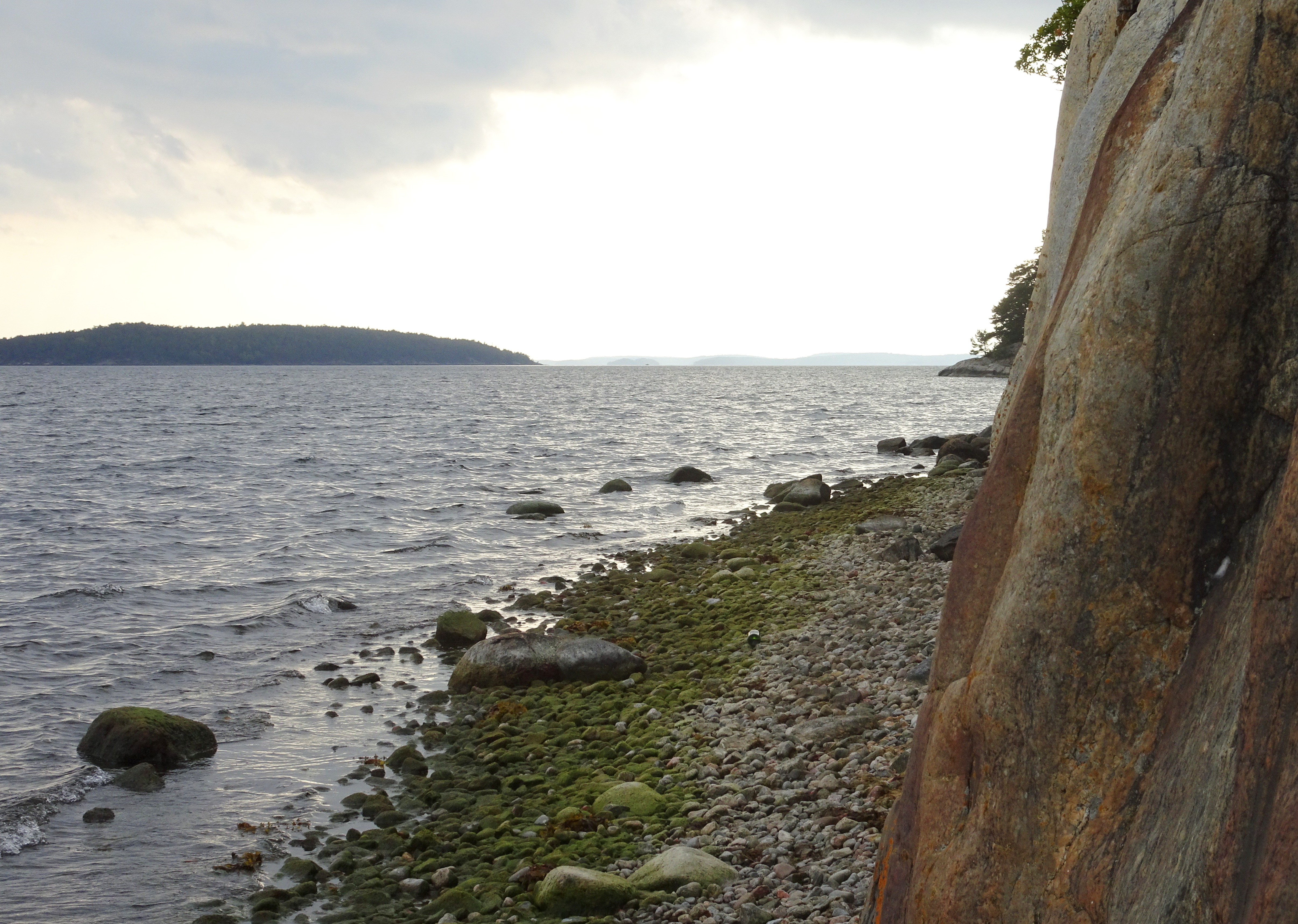